# Teco-Tecoxquin
Teco-Tecoxquin /izgovor teko-tekoškin/(Tecoxquin; pl.Teco-Tecoxquines).- (od tequectequi, “throat-cutters”, 'rezači-vratova)  pleme iz grupe Nahua nekad locirano u južnom Nayaritu i dvije enklave u zapadnom Michoacanu, Meksiko. Pleme je slabo poznato, iza njih u području Altaviste ostali petroglifi duž potoka Piletas. Nalazište je poznato kao “La Pila del Rey” i prostire se na 80 hektara. 
Plemena ovoga kraja pa i Tecoxquin bili su farmeri, ribari i proizvođači soli a trgovali su i kakaom i pamukom. Teco-Tecoxquines su bili organizirani u niz sela pod kontrolom Teuzacualpan-a u dolini Chila (moderni Zacualpan). Intenzivna trgovina Tecoxquinesa dopirala je sve do najmanje južne Sinaloe i na jug i istok do Colime i Michoacana. Ovi Indijanci su šamanisti-nahualisti (engl. 'nahualism'; došlo od 'nahualli') koji dolaze u kontakt s bogovima pomoću psihotropskih biljaka i duhana. Šamani padaju u trans što im omogućava da kontaktiraju duhove ili bogove. 
1524. godine Francisco Cortés de San Buenaventura dovodi ovo područje pod jurisdikciju Santiaga u Colimi. Šest godina kasnije Nuño De Guzman osniva kraljevstvo 'Nueva Galicia' (Nova Galicija), cijeli sjever i zapadna područja došla su pod Meksiko. Tecoxquines uskoro nestaju pokošeni epidemijama ili asimilacijom. 
rat
-'Rat cvijeća', poznat osobito kod Asteka (kao xochiyaoyotl) bio je prisutan i kod Tecoxquines Indijanaca. Cilj njihovog 'rata cvijeća' nije bio osvajanje teritorija nego lov na glave koje su kasnije nudili bogovima. Ove ratove često su vodili u susjednim krajevima, ali su također išli do dolina Talpa, Mascota i kanjona Mochitiltic u Jaliscu.